# Eparchie jejská
Eparchie Jejsk je eparchie ruské pravoslavné církve nacházející se v Rusku.

## Území a titul biskupa
Zahrnuje správní hranice území Brjuchoveckého, Jejského, Kalininského, Kaněvského, Kuščjovského, Leningradského, Primorsko-Achtarského, Starominského, Timašovského a Ščerbinovského rajónu Krasnodarského kraje.
Eparchiálnímu biskupovi náleží titul biskup jejský a timašovský .

## Historie
Dne 25. prosince 1907 byl Svatým synodem zřízen jejský vikariát stavropolské eparchie. Sídlem biskupa byl Jekatěrinodar a řídil všechny chrámy a duchovní v regionu Kubáň. Od roku 1907-1916 byl jejský vikariát spíše titulární a neodpovídal zeměpisnému názvu.
Roku 1916 získal jejský biskup určitá práva nezávislosti a vikariát byl přejmenován na Kubáň a Jekatěrinodar. Jejský vikariát byl obnoven roku 1920 a později byl nazván jako Kubáň (1920-1925) a Rostov na Donu (1925-1926).
Prvním nezávislým biskupem Jejského vikariátu se stal roku 1920 Filipp (Gumilevskij), jmenovaný 13. listopadu 1920 patriarchou Tichonem.
Po roce 1924 byl vikariát zrušen a stal se součástí rostovské eparchie. Později byl včleněn do jekatěrinodarské eparchie.
Dne 24. prosince 2004 byl Svatým synodem vikarit obnoven jako součást jekatěrinodarské eparchie.
Dne 12. března 2013 byla Svatým synodem zřízena samostatná jejská eparchie. Stala se součástí nově vzniklé kubáňské metropole.

## Seznam biskupů

### Jejský vikariát stavropolské eparchie
- 1908–1916 Ioann (Levickij)

### Jejský vikariát kubáňské a jekatěrinodarské eparchie
- 1920–1921 Filipp (Gumilevskij)
- 1922–1923 Jevsevij (Rožděstvenskij), svatořečený mučedník

### Jejský vikariát jekatěrinodarské eparchie
- 2005–2009 Tichon (Lobkovskij)
- 2011–2013 German (Kamalov)

### Jejská eparchie
- 2013–2018 German (Kamalov)
- 2018–2024 Pavel (Grigorjev)
- od 2024 Serafim (Lopuchov)